# 卡氏翎電鰻
卡氏翎電鰻，為輻鰭魚綱電鰻目線翎電鰻科的其中一種，為熱帶淡水魚，分布於南美洲巴西托坎廷斯河流域，棲息在底中層水域，生活習性不明。

## 扩展阅读
維基物種上的相關：卡氏翎電鰻